# Wikiotics Foundation
Wikiotics Foundation — некомерційна організація, що займається створенням інтерактивних мовних уроків, на умовах вільної ліцензії і вільно доступних для всіх в Інтернеті.
Їхня діяльність включає:
- Розробку безкоштовного програмного забезпечення для мовних уроків
- оперування сайтом http://wikiotics.org [Архівовано 2 липня 2012 у Wayback Machine.], де викладачі та студенти з усього світу можуть зібратися разом, щоб створювати високоякісні матеріали для вивчення мов.

Wikiotics має статус «501 (с) (3)» у США, що дозволяє приймати внески, що оподатковуються за зниженою ставкою.